# 英雄广场 (布达佩斯)

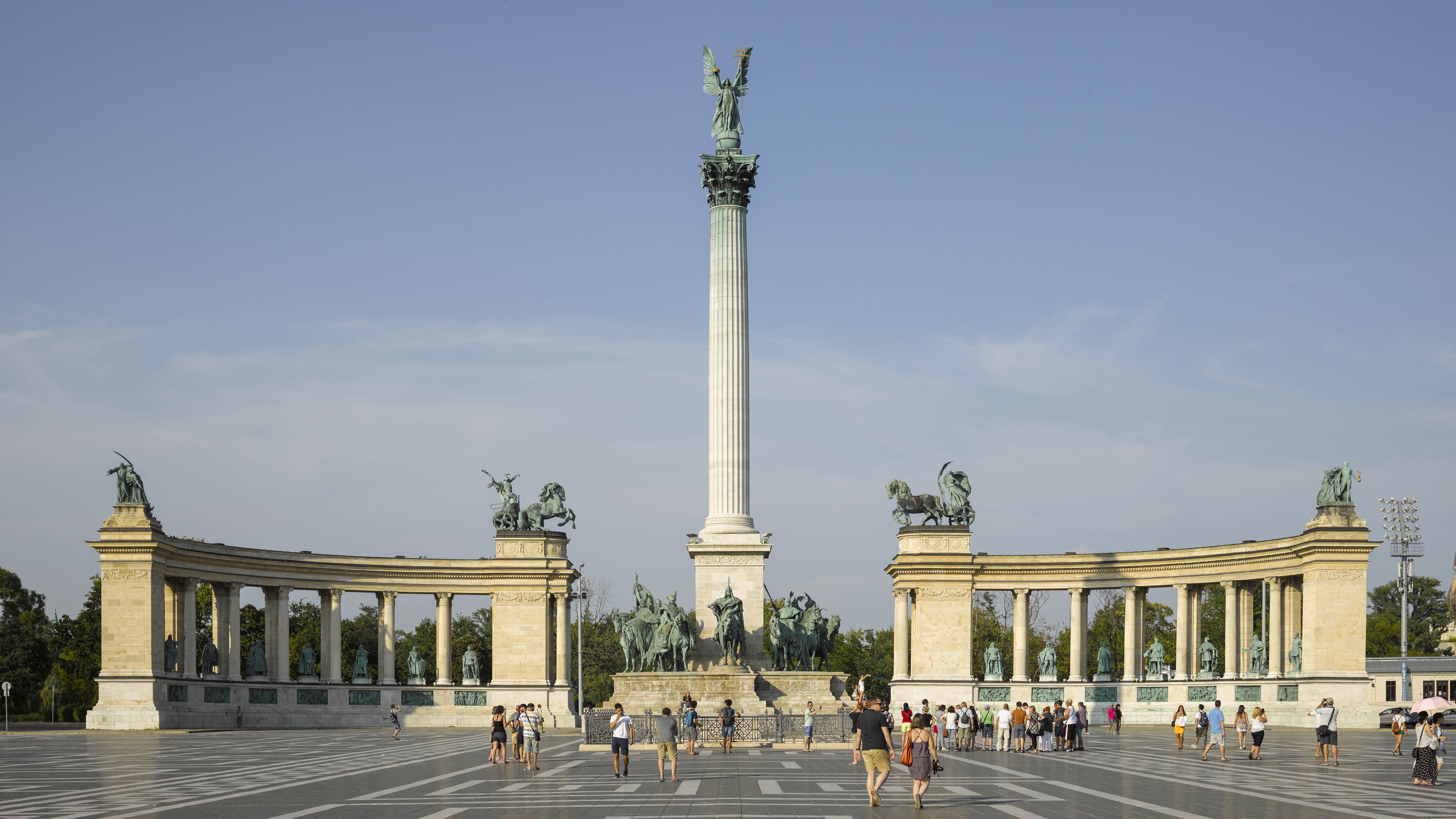
英雄广场

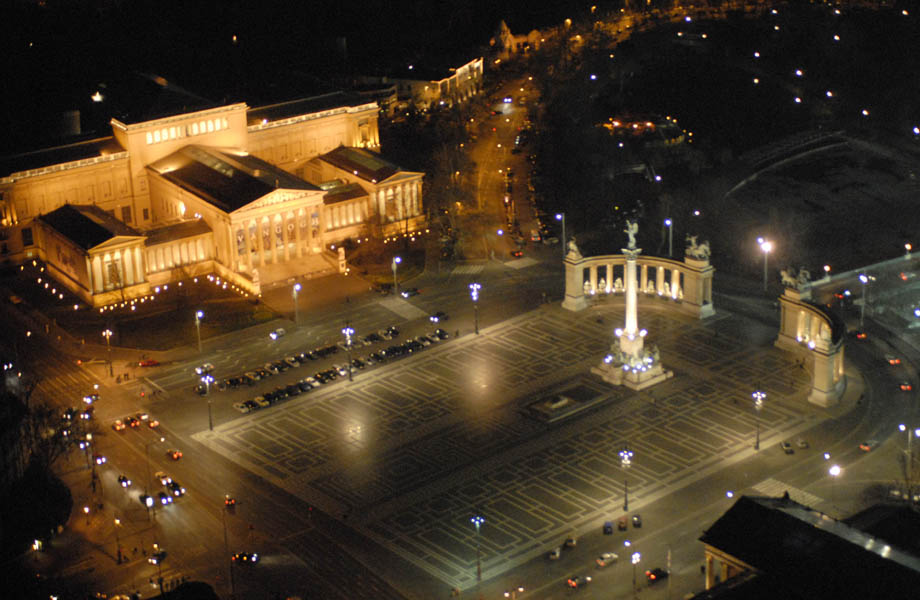
夜景

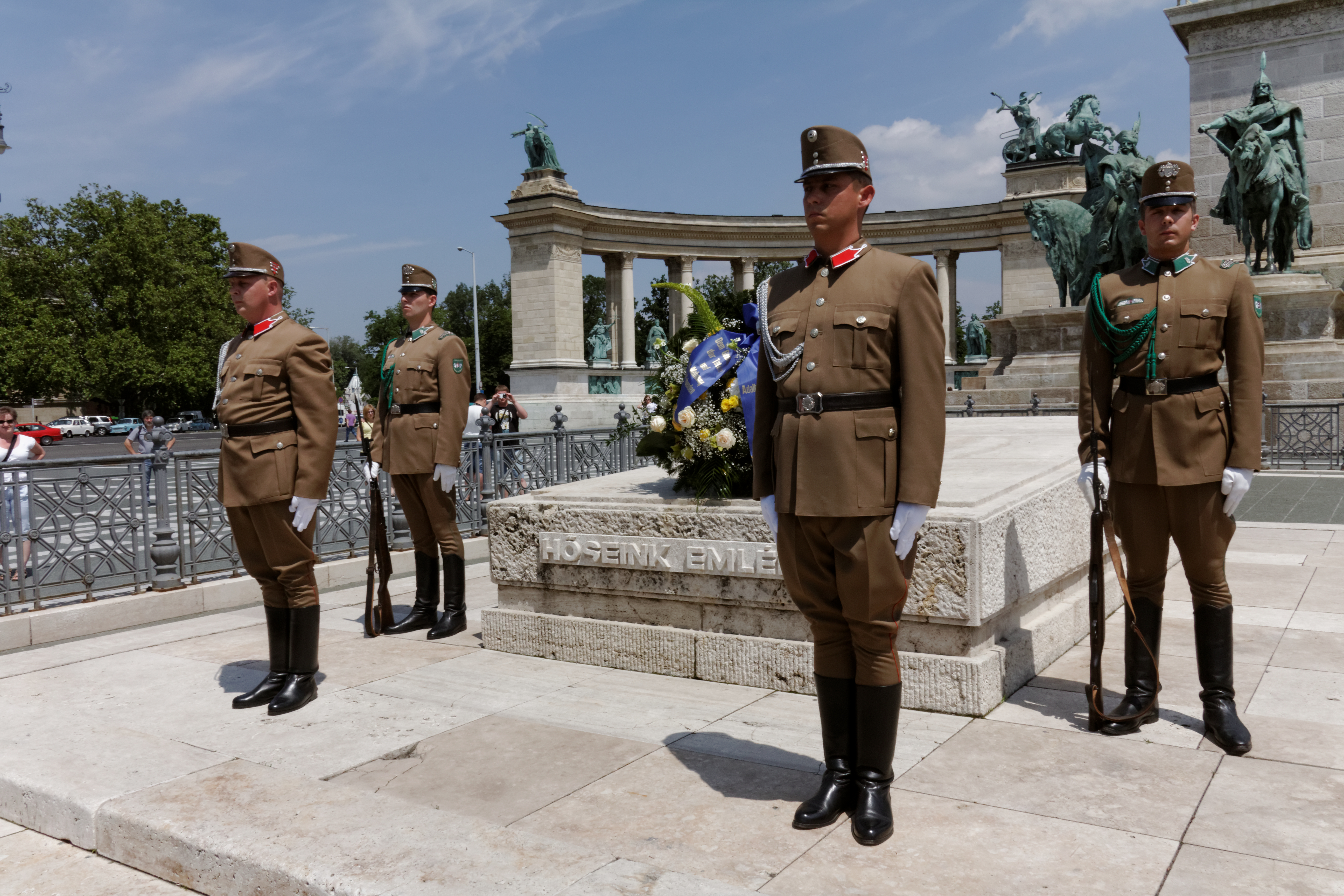
英雄纪念碑

英雄廣場（匈牙利语：Hősök tere）是匈牙利首都布達佩斯的主要廣場，位於安德拉什大街（被列為世界遺產）的末端，毗邻布达佩斯城市公園。
广场周围有2座重要建筑：左侧的美术博物馆，和右侧的艺术宫。塞尔维亚大使馆也设于此处。
广场的陈设在百余年内经过多次更改和增设。英雄广场的中心，是该市的地标之一——千年纪念碑，开始兴建于1896年，为纪念马扎尔人征服喀尔巴阡盆地一千周年。纪念碑主体刻有在9世纪创建匈牙利的7个马扎尔部落领袖，以阿尔帕德大公为首；两侧的柱廊于之后建成，并设有匈牙利其他历史名人的雕像。1929年，纪念碑主体前增设了匈牙利英雄纪念碑，以纪念一战期间阵亡的匈牙利人。

## 雕像细节
纪念碑主体：

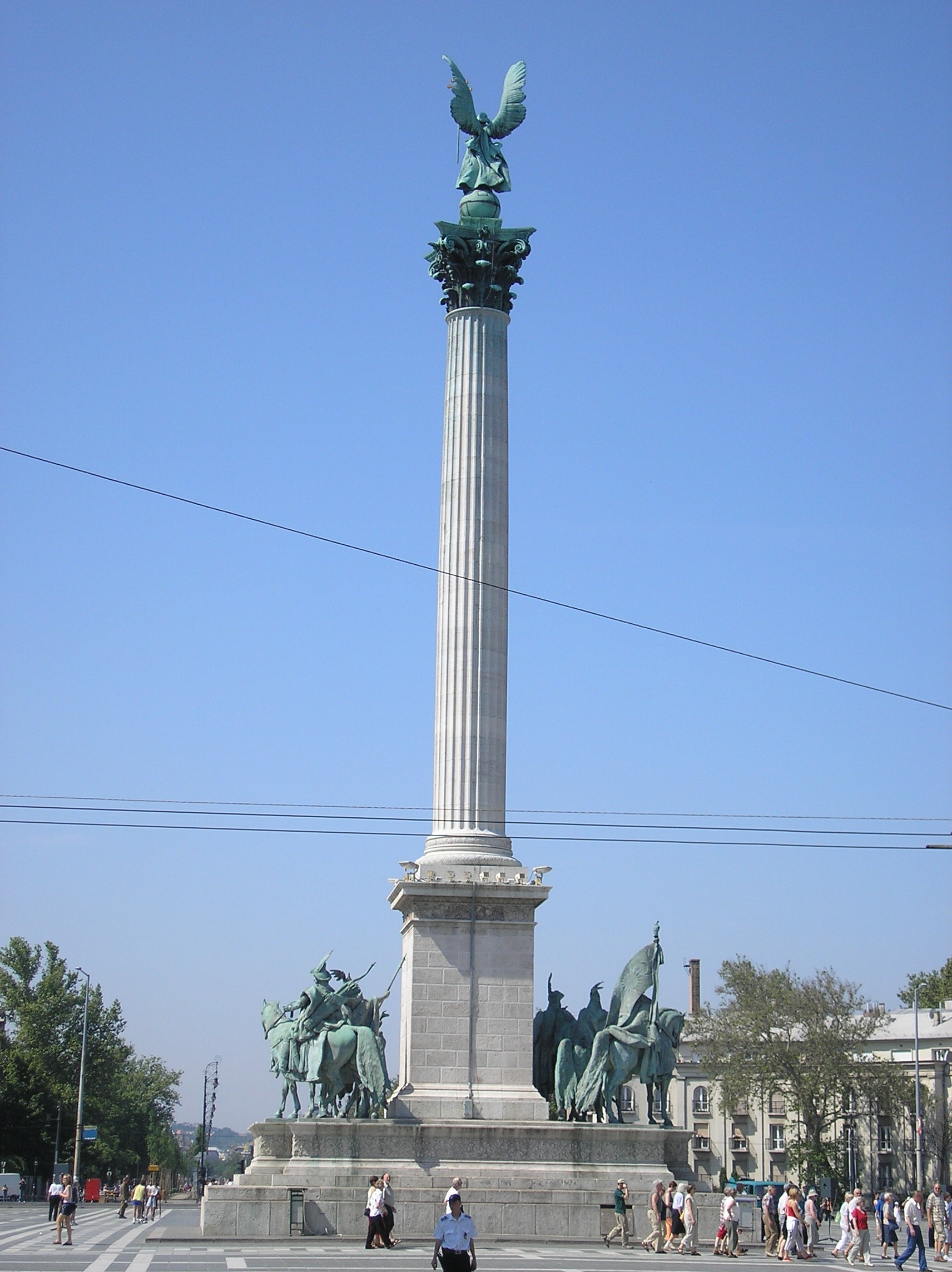
纪念碑全景
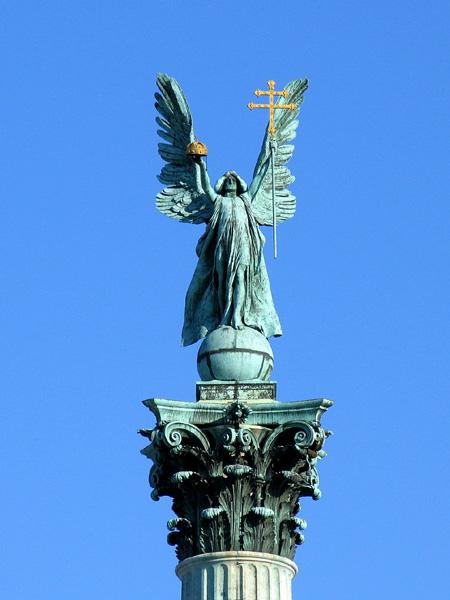
手持圣伊什特万王冠的大天使加百列
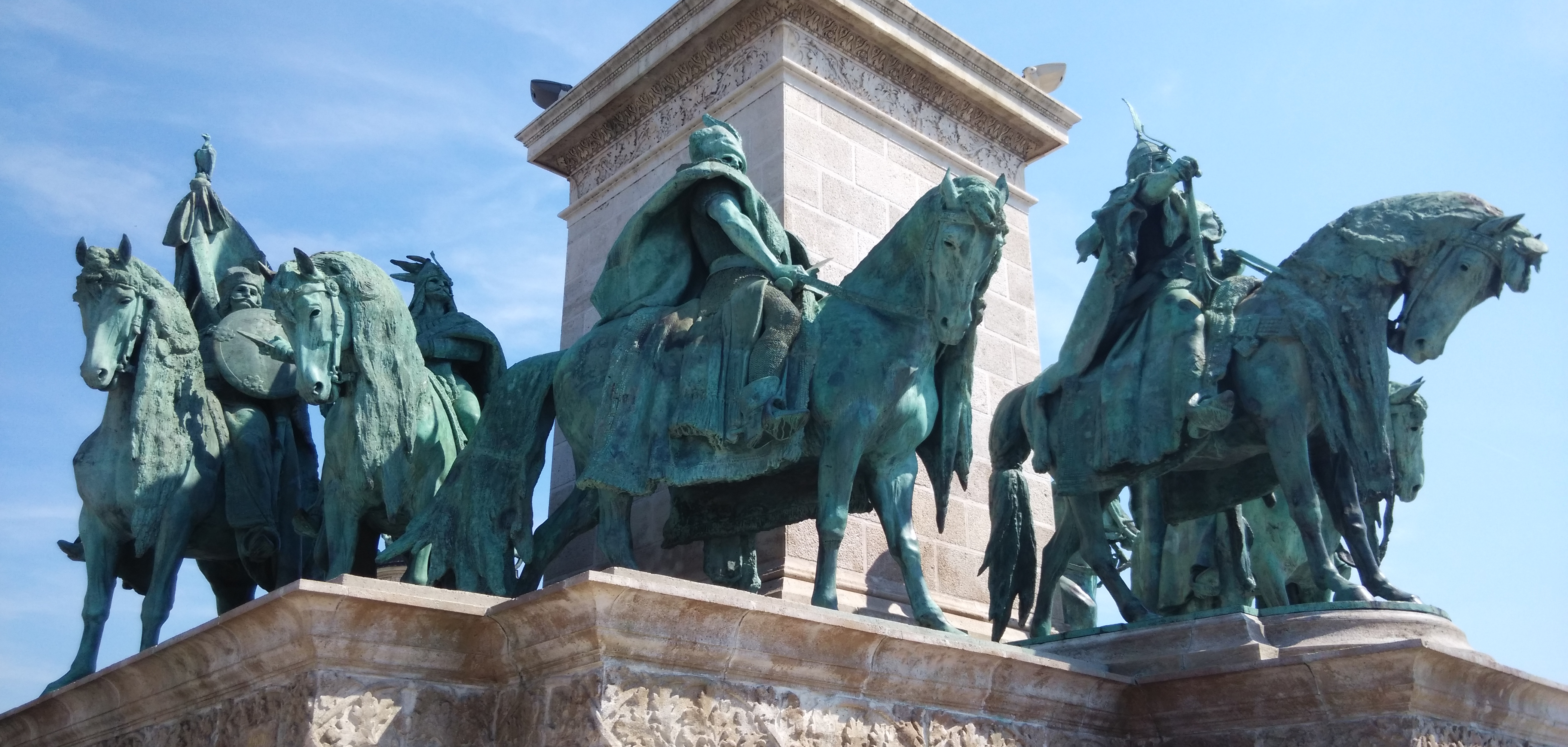
马扎尔七大酋长（英语：Seven chieftains of the Magyars）塑像（左视）

左柱廊：

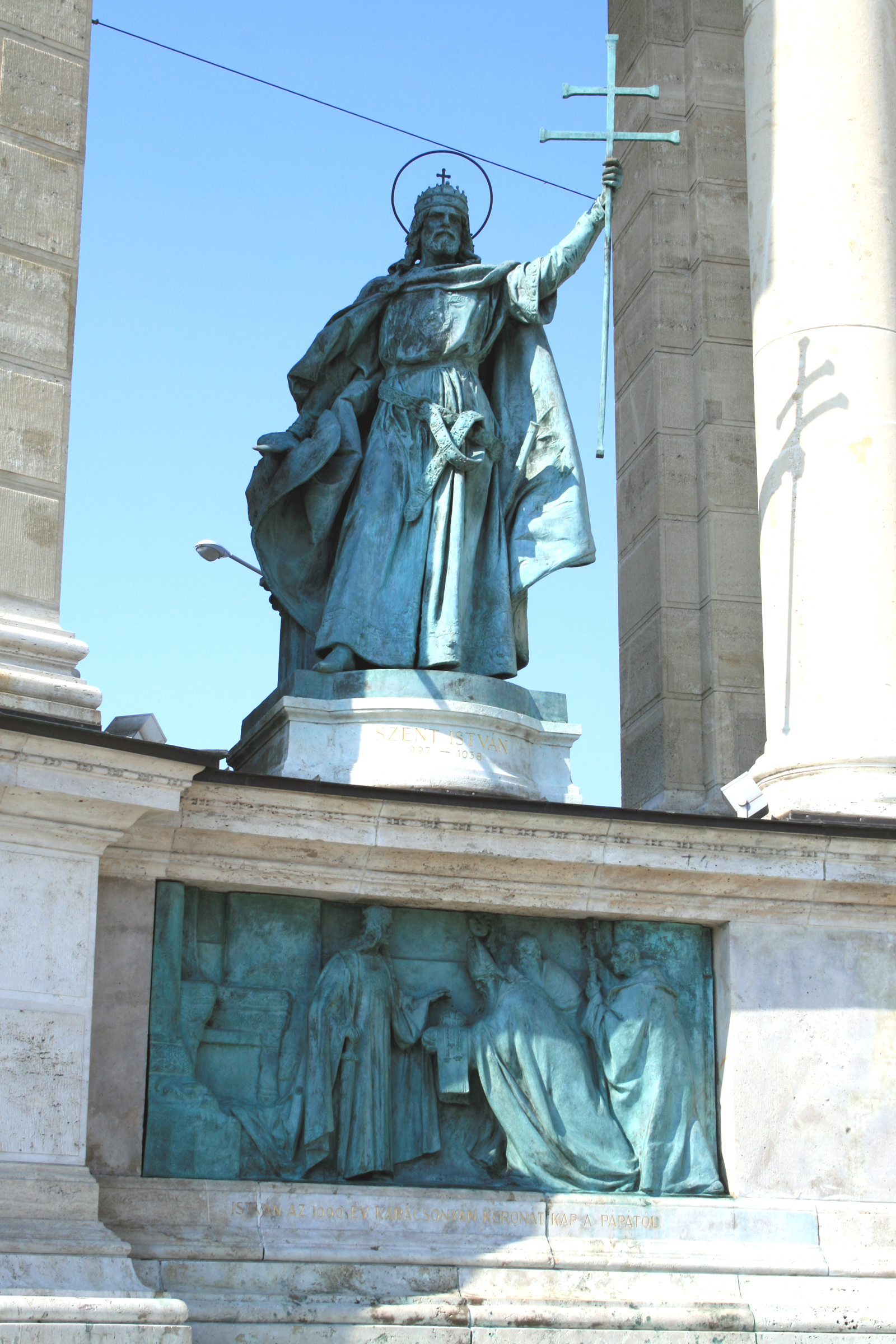
圣伊什特万一世
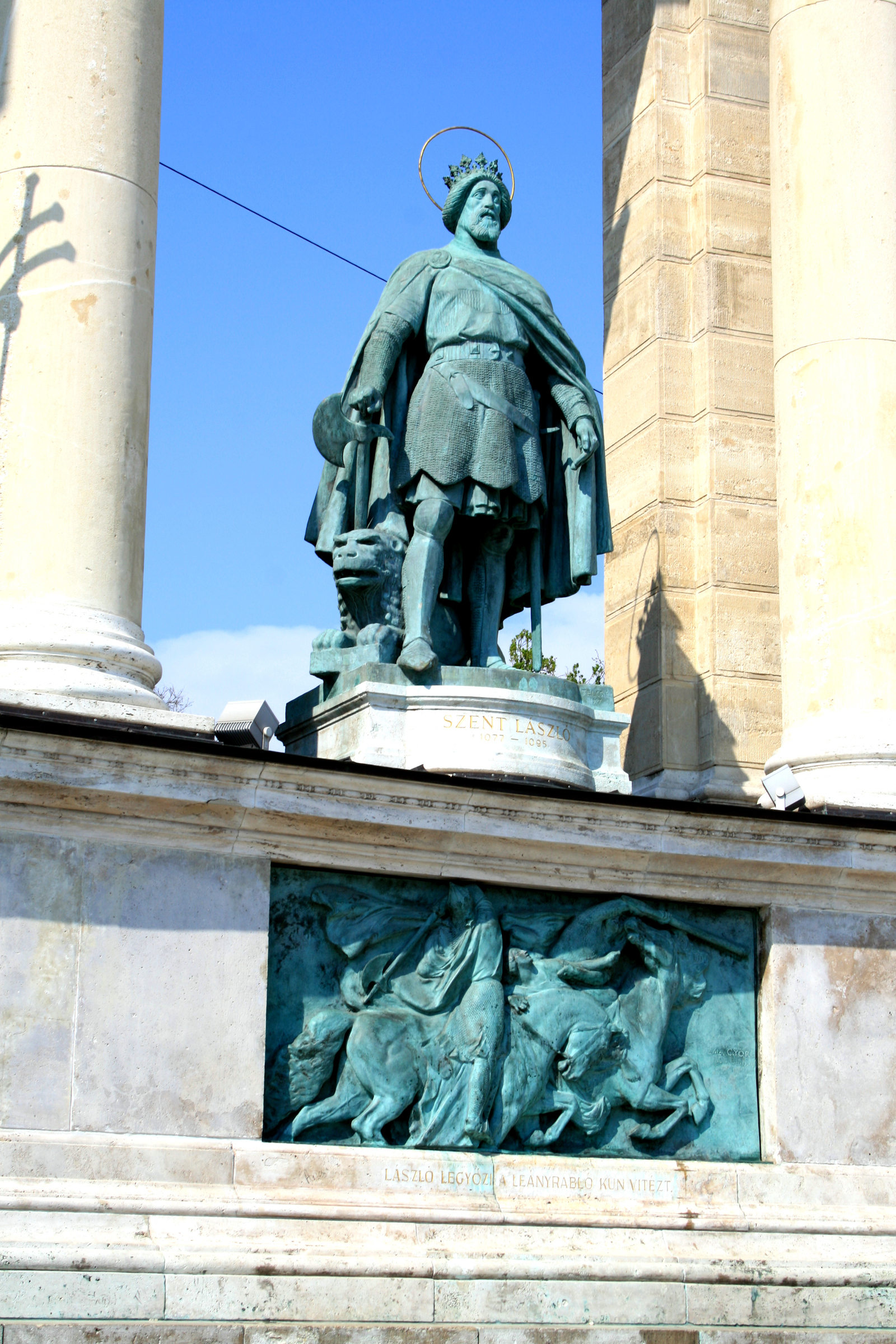
圣拉斯洛一世
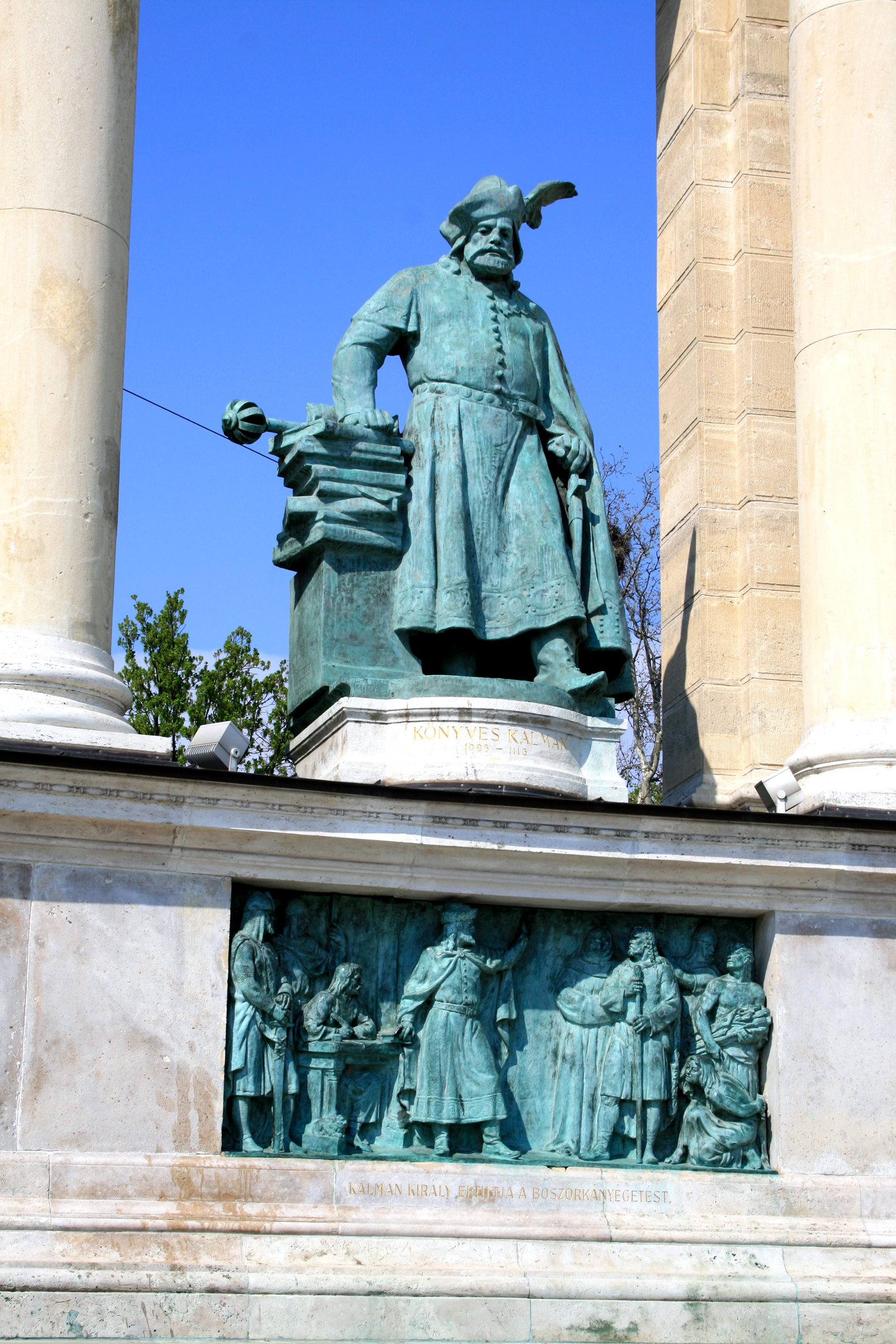
卡尔曼
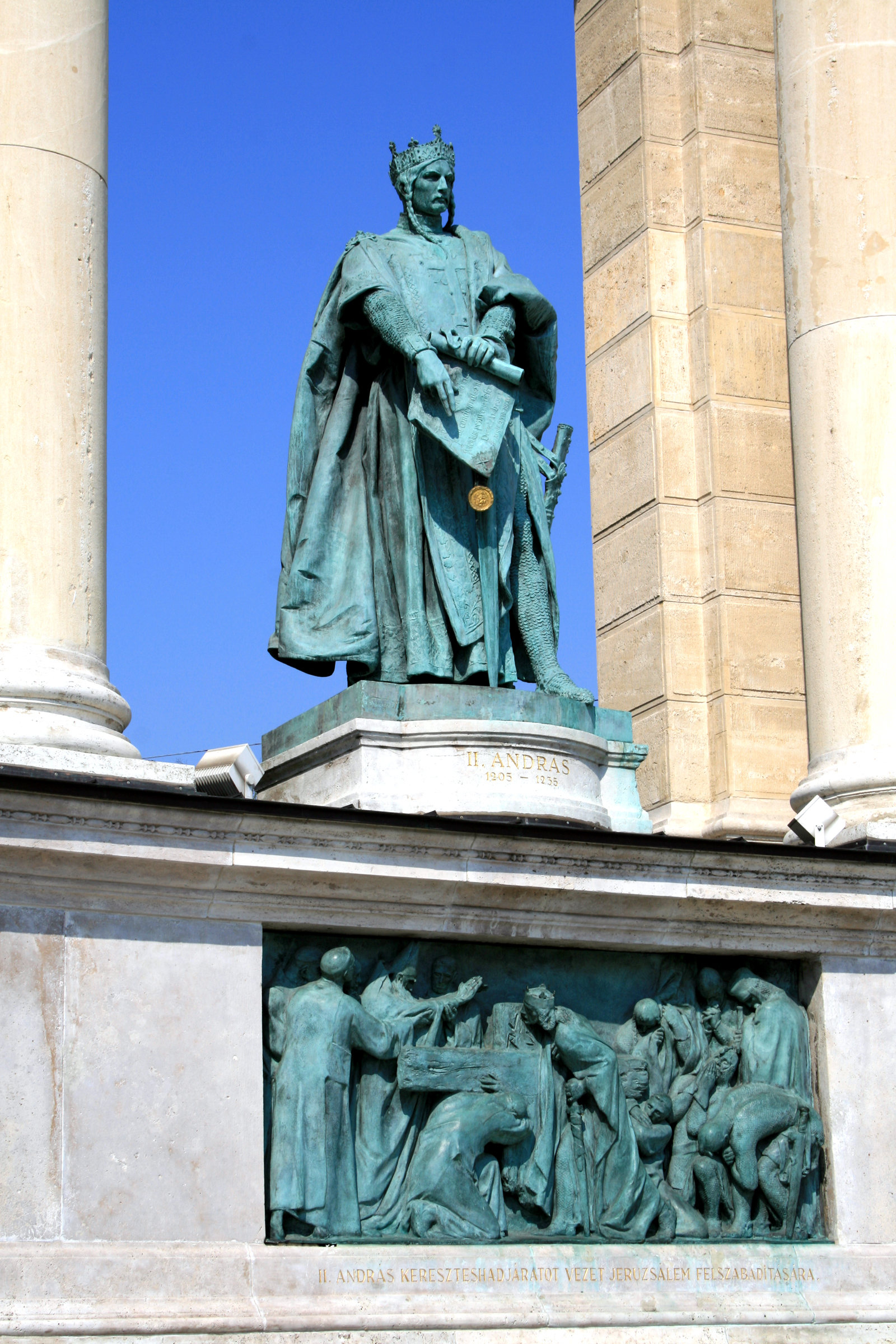
安德拉什二世
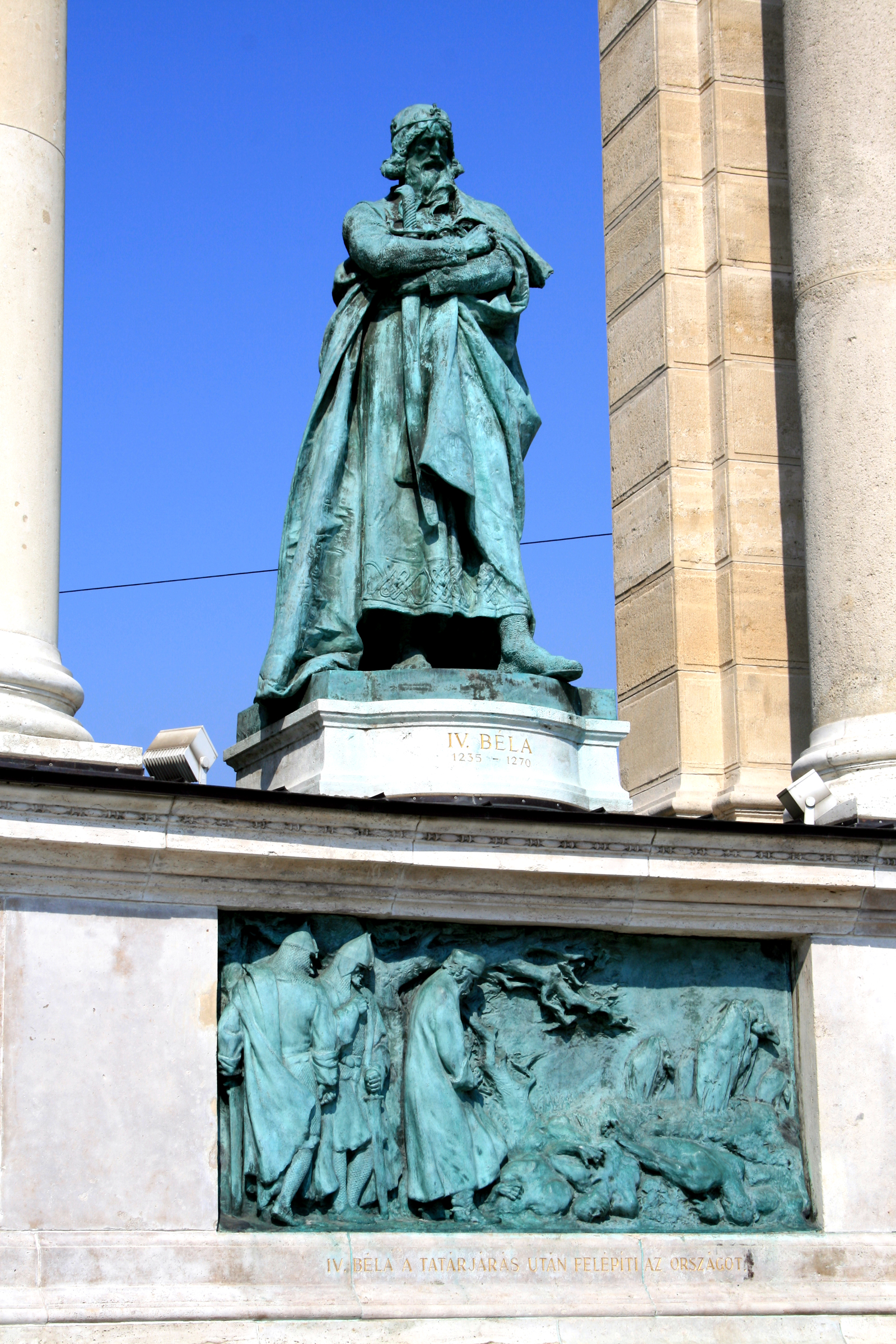
贝拉四世
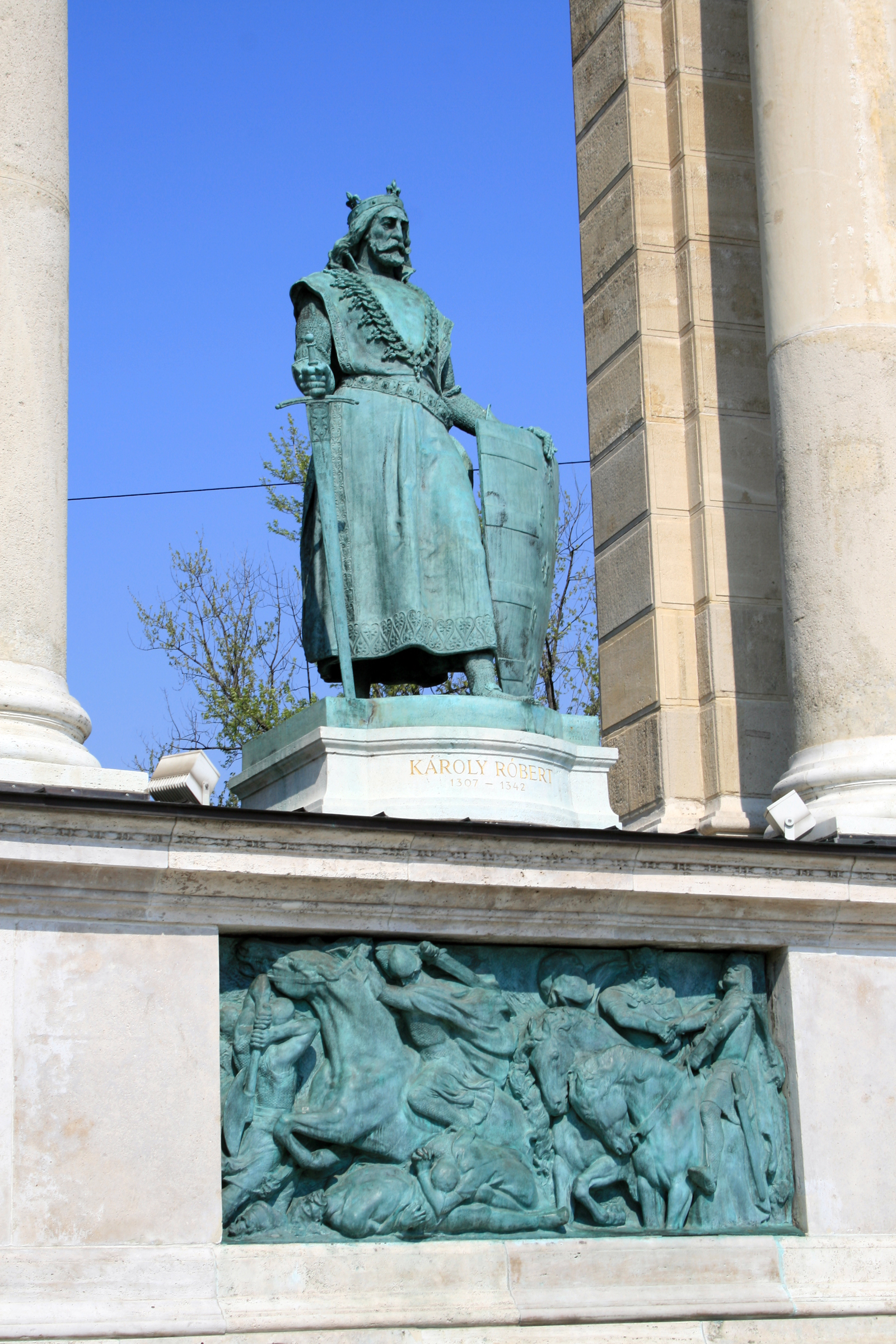
查理一世
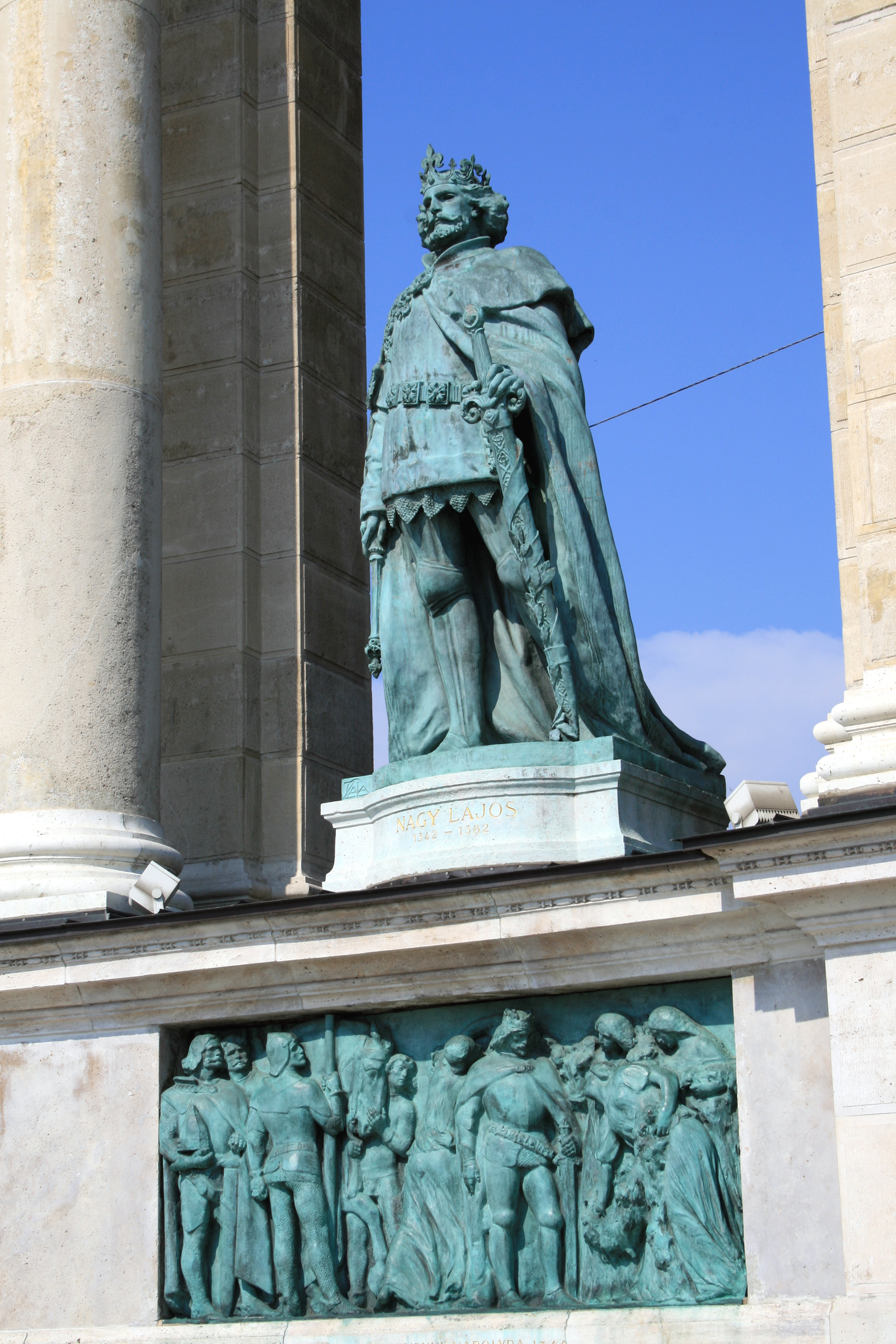
拉约什一世大王

右柱廊：

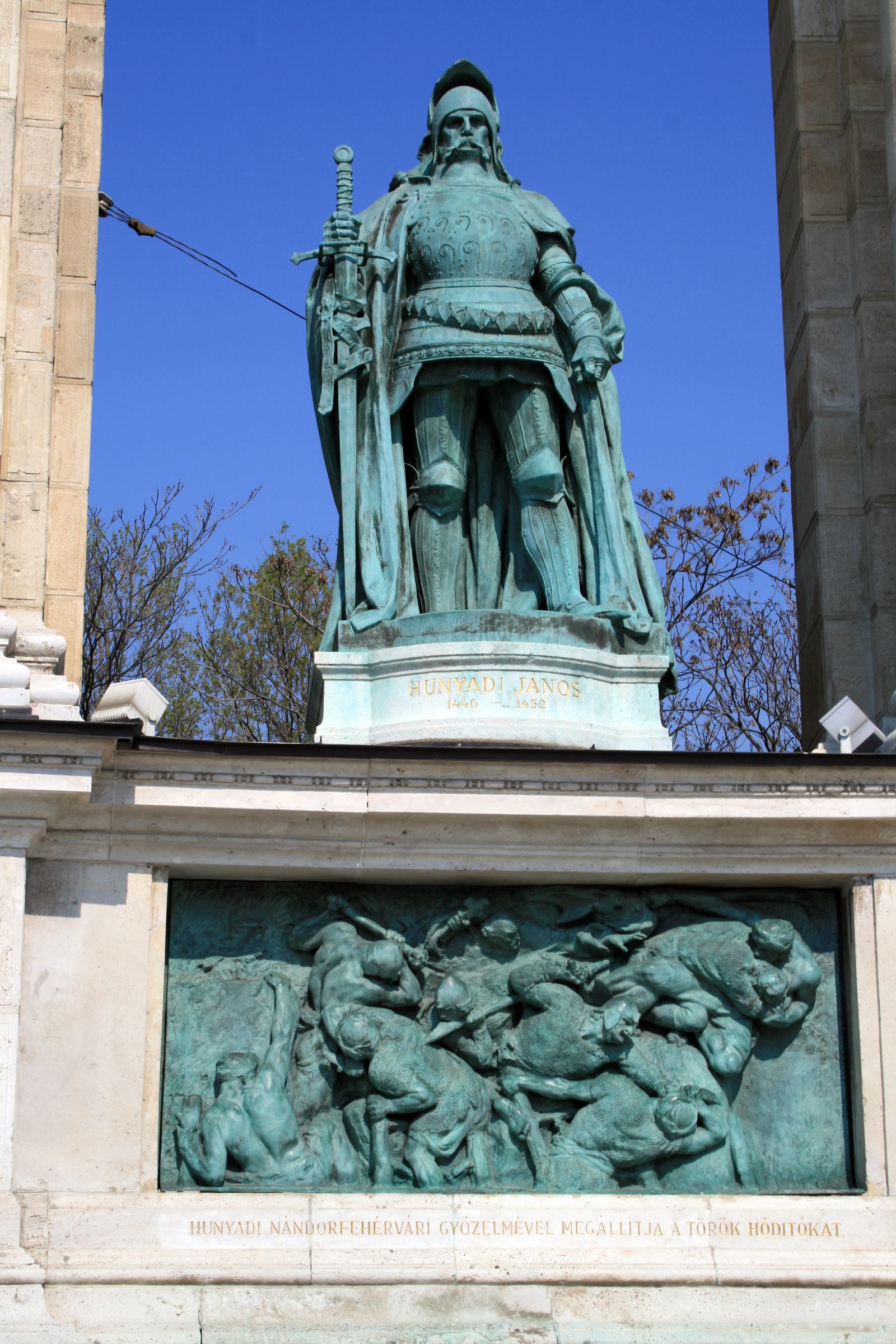
匈雅提·亚诺什
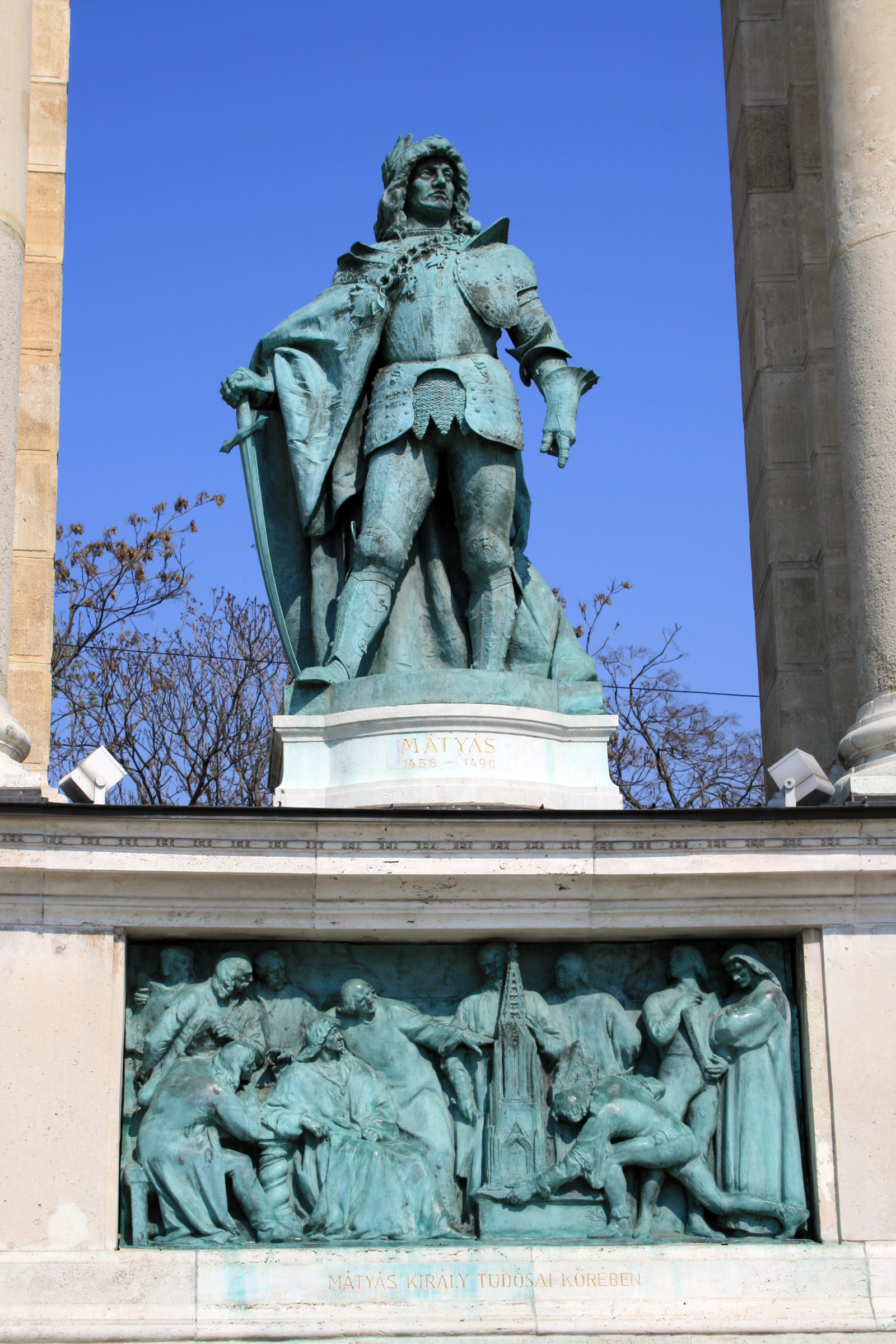
马加什一世
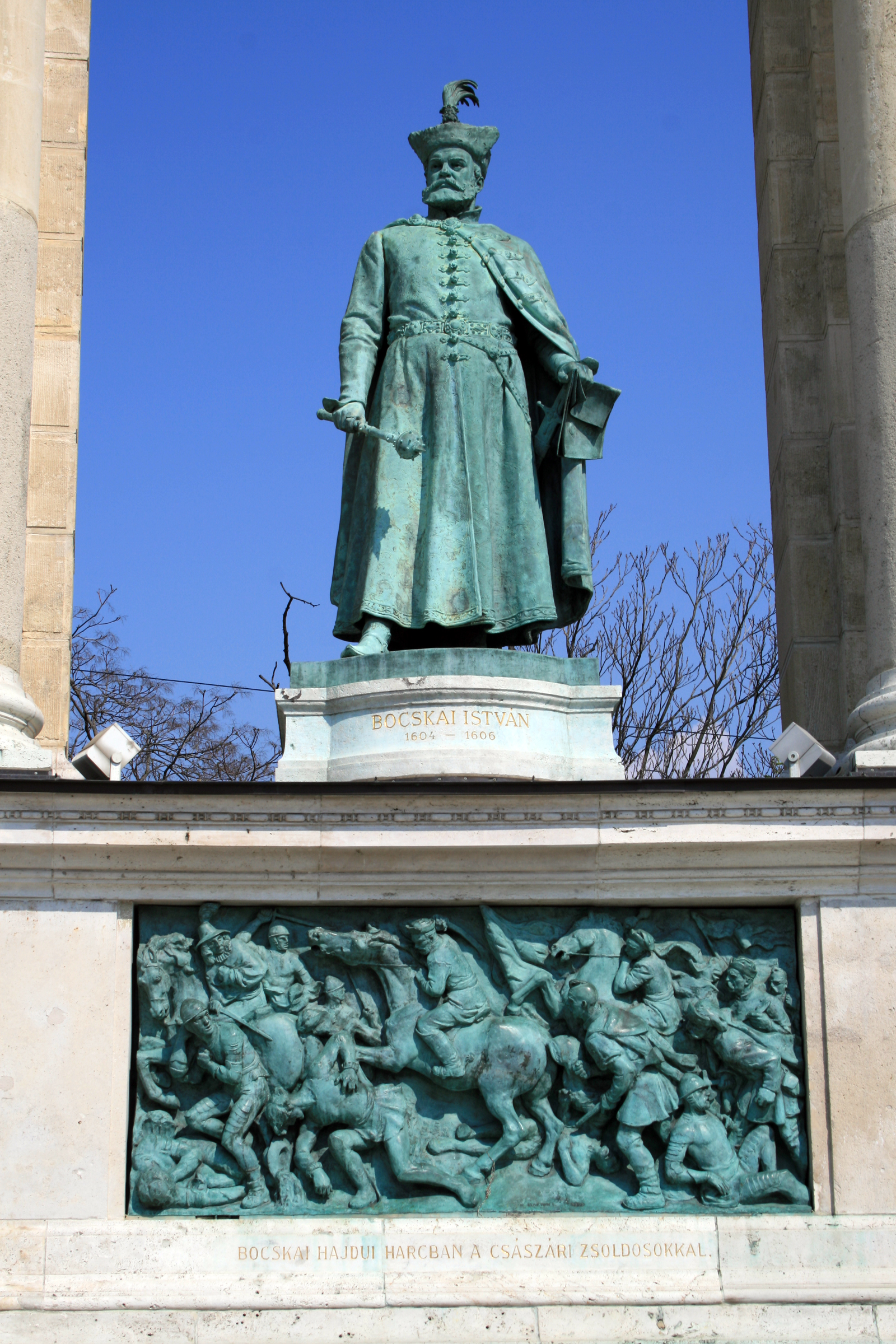
伯茨凯·伊什特万
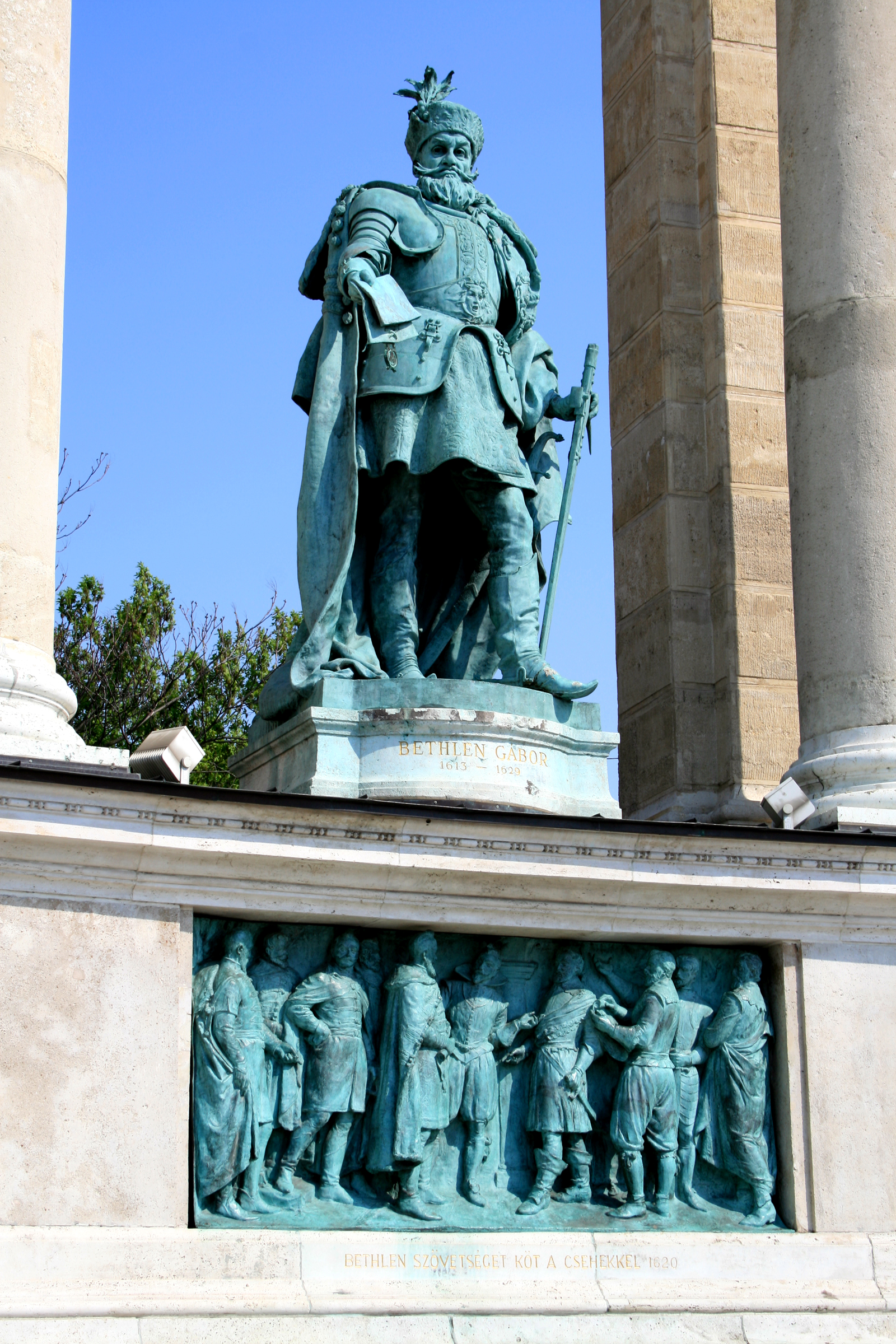
拜特伦·加博尔
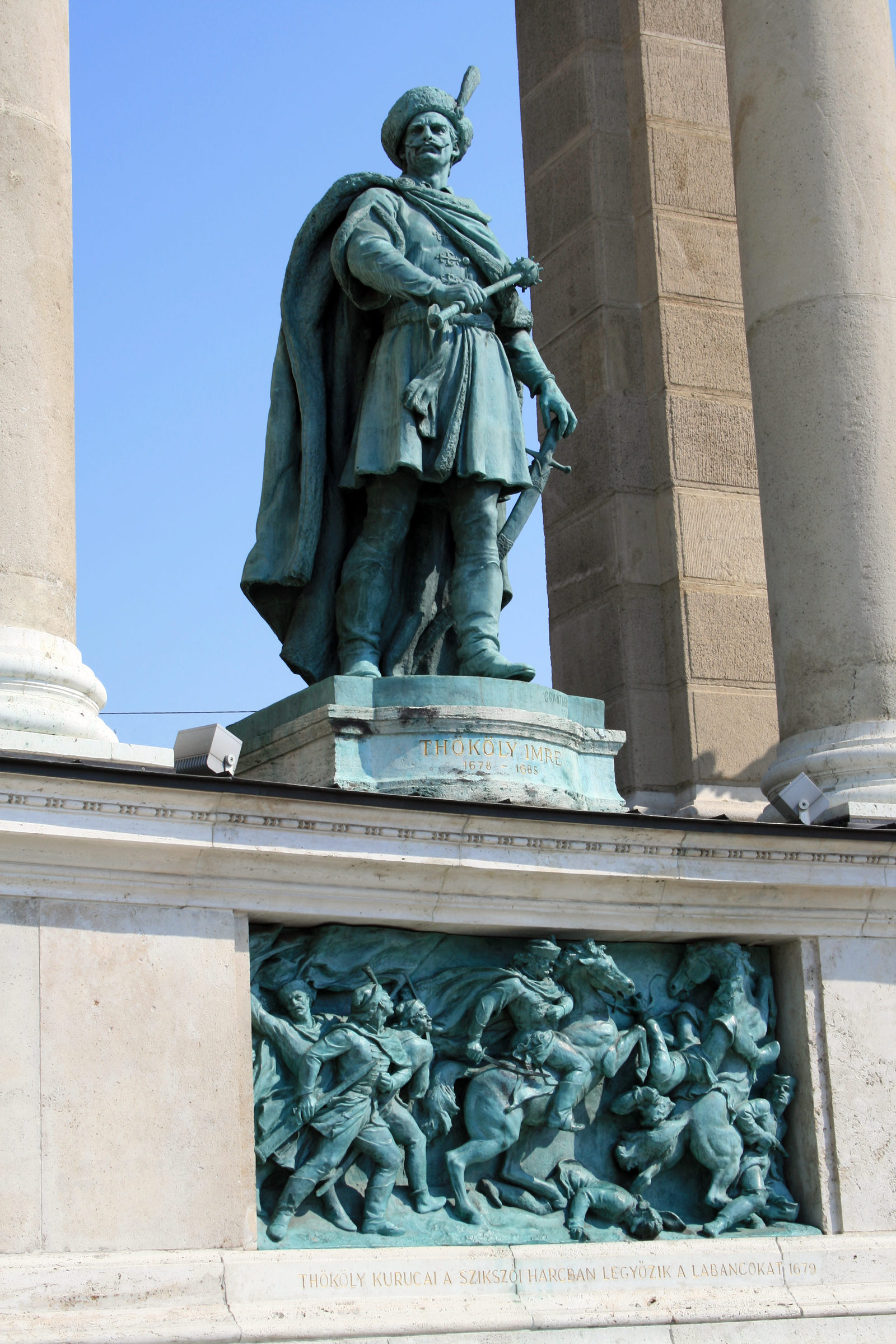
特克伊·伊姆雷
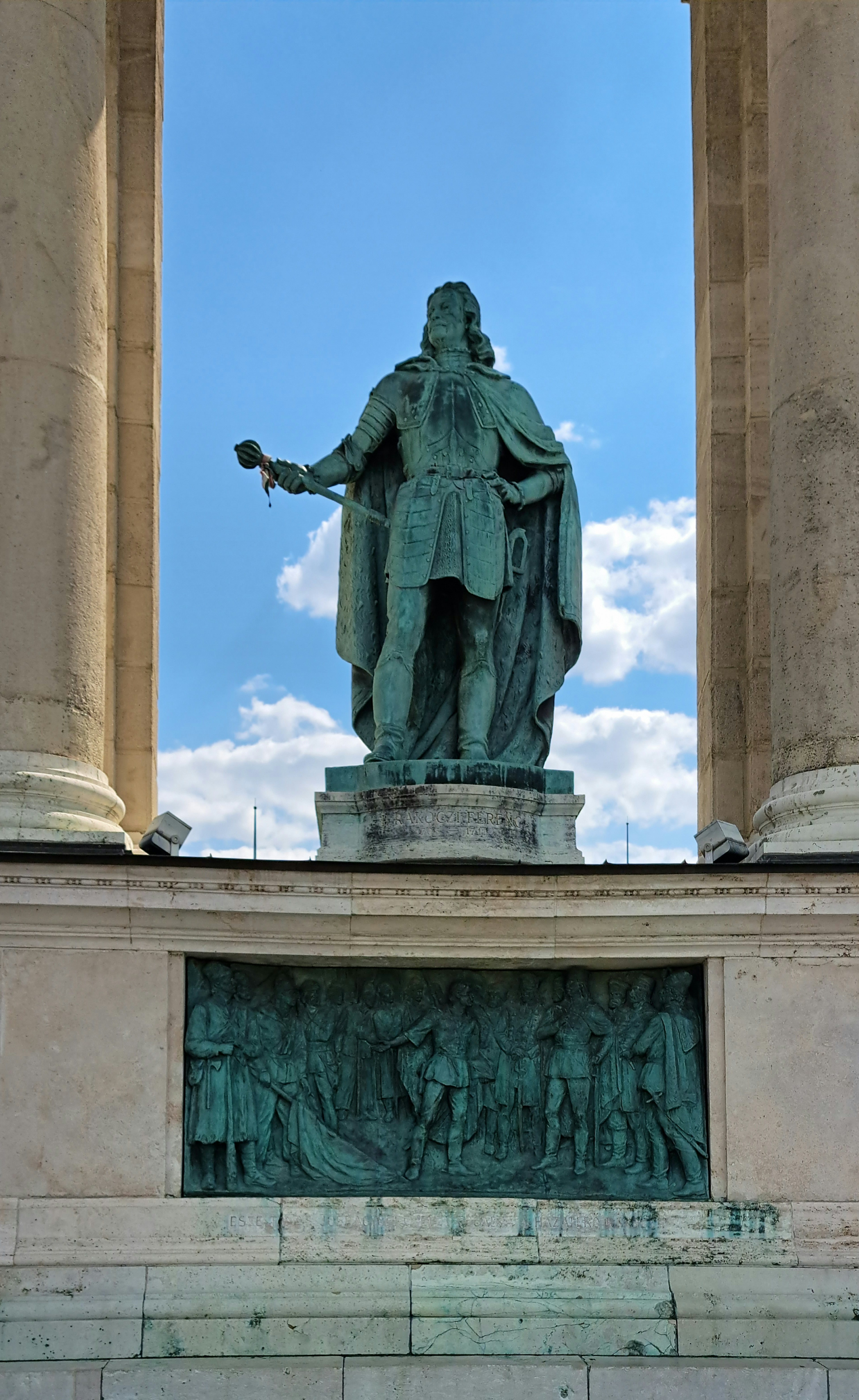
拉科齐·费伦茨二世
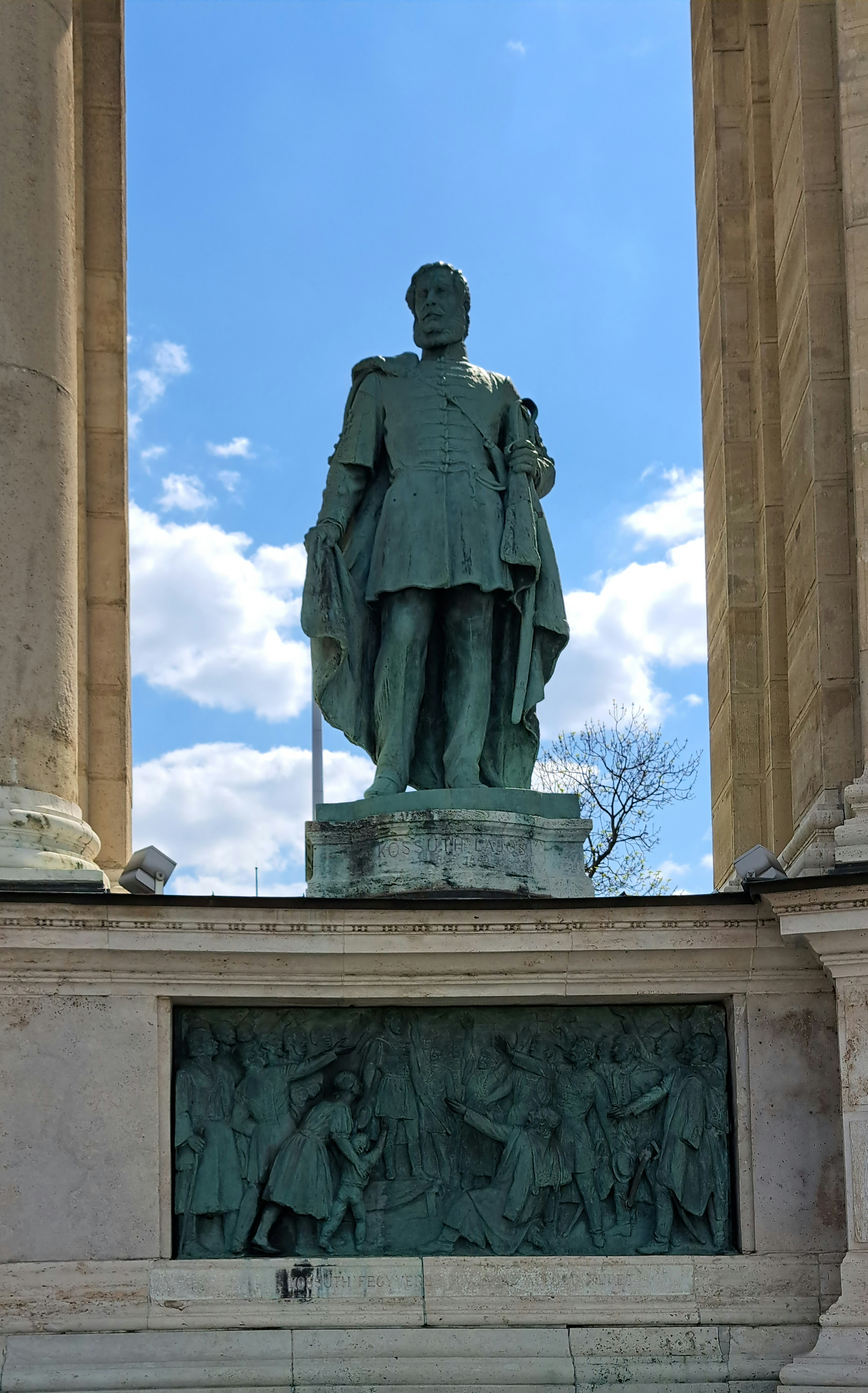
科苏特·拉约什

柱廊中最右侧的5尊塑像最初为奥地利哈布斯堡家族的历任匈牙利统治者，依次为：斐迪南一世、查理三世、玛丽亚·特蕾西娅、利奥波德二世和弗朗茨·约瑟夫一世，后被替换为争取匈牙利独立的民族英雄。